# (245) Vera
(245) Vera és un asteroide pertanyent al cinturó d'asteroides descobert per Norman Robert Pogson el 6 de febrer de 1885 des de l'observatori de Madrás, a l'Índia.
Es desconeix la raó del nom.

## Característiques orbitals
Vera està situat a una distància mitjana de 3,099 ua del Sol, podent allunyar-se fins a 3,699 ua i apropar-se fins a 2,499 ua. Té una excentricitat de 0,1936 i una inclinació orbital de 5,159°. Triga a completar una òrbita al voltant del Sol 1993 dies.